# Ново-Мацково
Ново-Мацково — деревня в Монастырщинском районе Смоленской области России. Входит в состав Гоголевского сельского поселения. Постоянного населения не имеет. (2013 год). 
Расположена в западной части области в 15 км к юго-востоку от Монастырщины, в 41 км западнее автодороги А141 Орёл — Витебск. В 47 км восточнее деревни расположена железнодорожная станция Васьково на линии Смоленск — Рославль.

## История
В годы Великой Отечественной войны деревня была оккупирована гитлеровскими войсками в июле 1941 года, освобождена в сентябре 1943 года.